# Соколовский, Арон Львович
Аро́н Льво́вич Соколо́вский (1884, м. Городище, Киевская губерния, Черкасский уезд — ?) — советский политический деятель и экономист. Осуждён по процессу «Союзного бюро меньшевиков» в 1931 году, приговорён к восьми годам заключения.

## Биография
Был основателем и членом центрального комитета Сионистско-социалистической рабочей партии. Позднее вошёл в центральный комитет Объединённой еврейской социалистической рабочей партии. Впоследствии с некоторыми лидерами этой партии вступил в Бунд, а затем стал меньшевиком.
В 1921 году начал работу в ВСНХ, и к 1924 был руководителем отдела торговой политики в Главном экономическом управлении ВСНХ, председателем бюро цен. Николай Валентинов, бывший в то время заместителем редактора органа ВСНХ «Торгово-промышленная газета», отмечает его как одного из ключевых сотрудников ГЭУ ВСНХ. В своей работе проводил политику руководителя ВСНХ Феликса Дзержинского. Арон Соколовский был одним из четырёх меньшевиков, о которых с похвалой отозвался Дзержинский.
Его карьера прервалась в 1931, когда он попал под суд по процессу «Союзного бюро меньшевиков». К концу срока заключения Особое совещание при НКВД СССР 14 августа 1938 осудило А. Л. Соколовского ещё на восемь лет заключения. Дальнейшая судьба неизвестна. В 1991 году реабилитирован.

## Публикации
- Сырьевые проблемы промышленности. Сборник статей под ред. А. Л. Соколовского. 1-е изд. М.: ВСНХ, 1924—179 С.; 2-е изд. М.: Госиздат. 1928
- Соколовский А. Л. Издержки производства госпромышленности // Социалистическое хозяйство. 1926. Кн. VI С. 18-44
- Материалы о накладных расходах промышленности. (Материалы Отдела торговой и финансовой политики ЦПЭУ-ВСНХ) / ред. и автор предисл. М.: ВСНХ, Отдел ред.-изд., 1923.
- Себестоимость и политика цен в текстильной промышленности. (Итоги и перспективы). Сборник статей и материалов. М.: Центральное управление печати и пропаганды, 1925.